# Calco (moneda)

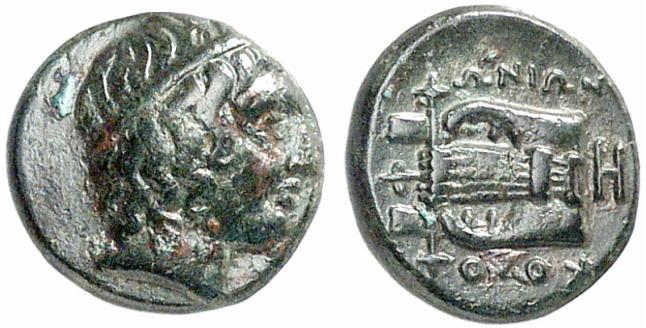
Calco de cobre de la polis de Colofón. Anv: Cabeza de Apolo con tenia. Rev: Lira o kithara.

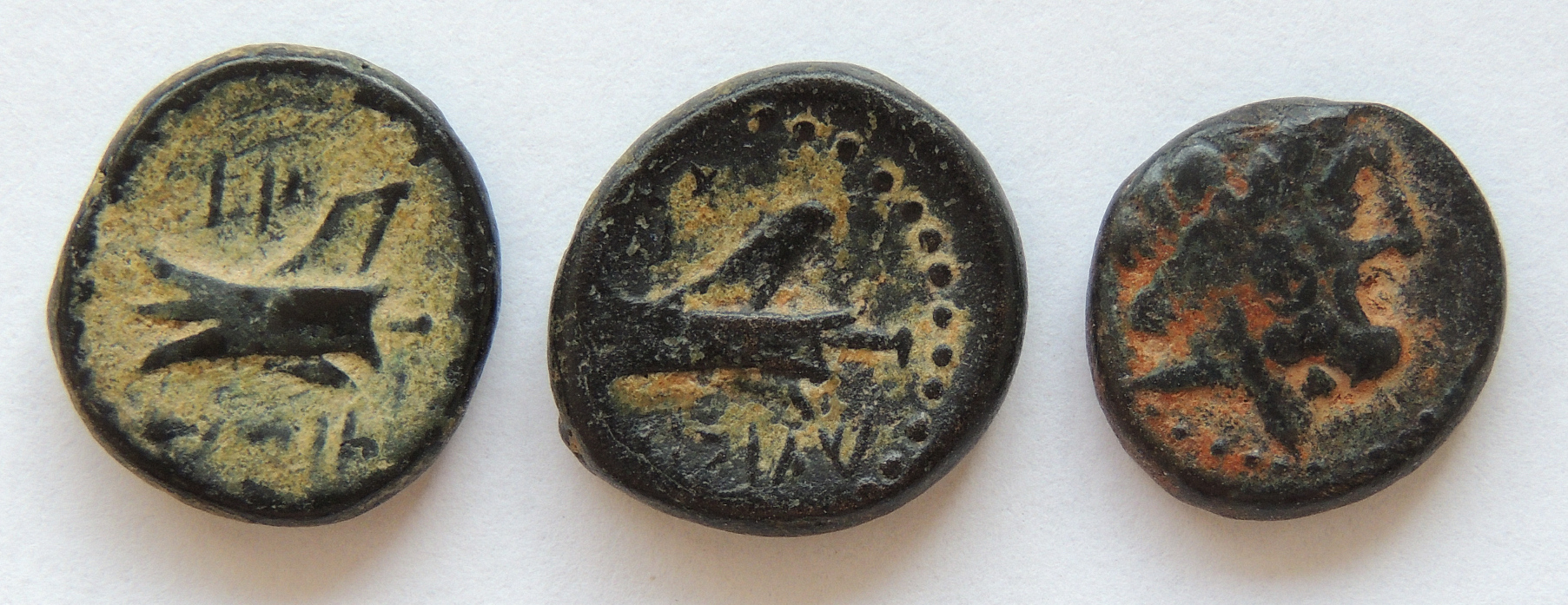
Tres dicalcos (Dichalkos, "doble calco") de la ciudad fenicia de Arados, bronce, 198-138 a. C. Anv. Zeus. Rev: Galera con 3 arietes, timón y quilla.

Calco o chalkus (del griego χαλκός – khalkoũs/chalkòs, cobre) es una antigua moneda de bronce utilizada en la Antigua Grecia, típica del Ática. Como las otras monedas de bronce, su circulación comenzó a ser importante a finales de la época helenística. En el sistema monetario de la Antigua Grecia, el  calco era la más pequeña división conocida.
El valor del calco era la octava parte del óbolo.

## Una subdivisión del óbolo
Según los patrones monetarios, el calco valía una octava o duodécima parte de un óbolo, que era una moneda de plata.
En Atenas y en los imperios seléucida y lágida, el óbolo se dividía en 8 calcos. En cambio, en el Peloponeso, en Beocia, en Tesalia, en Jonia y en el mar Egeo, el óbolo se fraccionaba en 12 calcos.

## Múltiplos y posibles subdivisiones
Los múltiplos del calco son:
- Dicalco = 2 calcos
- Tricalco = 3 calcos
- Tetracalco = 4 calcos

Existe un debate sobre si el calco tenía subdivisiones. Una lista de pagos descubierta en 1905 cerca de Mesene da a entender que las divisiones del calco fueron utilizadas a finales del periodo helenístico, al menos en Mesene. No obstante, varias fuentes fiables, como el Onomasticon de Julio Polux, no mencionan ninguna subdivisión del calco. Además, no hay ninguna pieza conocida de menor valor que el calco.

## Colocacióndel calco/chalkusen el antiguo sistema monetario griego
- 1 talento = 60 minas
- 1 mina = 100 dracmas
- 1 estatero = 2 dracmas
- 1 dracma = 6 óbolos
- 1 óbolo = 8 calcos